# Orden al Mérito de la República Italiana
La Orden al Mérito de la República Italiana (en italiano: Ordine al Merito della Repubblica Italiana), institución italiana para el reconocimiento público, instaurada por el Parlamento Italiano a través de la Ley del 3 de marzo de 1951, n.º 178.
Es la primera y más importante de las órdenes de caballería nacionales y trata de recompensar los logros adquiridos para la nación en el campo de las ciencias, las letras, las artes, el deporte, la economía y en el ejercicio de los cargos públicos, y también en el desarrollo de actividades públicas de caridad y con fines sociales, filantrópicos y humanitarios, así como distinguir a aquellos que realicen servicios destacados a lo largo de su carrera civil o militar.
La distinción honorífica Orden al Mérito de la República Italiana puede ser conferida tanto a ciudadanos italianos como extranjeros que tengan, al menos, 35 años de edad, y su otorgamiento depende directamente del Presidente de la República.
Los usos y la normativa para la recompensa honorífica están recogidos en el Estatuto de la Orden, aprobada el 31 de octubre de 1952 por el Parlamento y publicado en el Boletín Oficial Italiano (Gazzetta Ufficiale) n.º 277, del 29 de noviembre de 1952.
El 30 de marzo de 2001 se aprobó el uso de nuevas condecoraciones.

## Las distinciones honoríficas
La Orden está compuesta de los siguientes grados:
| Cinta (1951–2001) | Cinta (2001-) | Grado                                                         |
| ----------------- | ------------- | ------------------------------------------------------------- |
|                   |               | Caballero de Gran Cruz adornado o adornada con el Gran Cordón |
|                   |               | Caballero de Gran Cruz                                        |
|                   |               | Gran Oficial                                                  |
|                   |               | Comendador o comendadora                                      |
|                   |               | Oficial                                                       |
|                   |               | Caballero (se usa Caballero también para las mujeres)         |

Para premiar grandes logros de hombres y mujeres eminentes (italianos y extranjeros) puede ser excepcionalmente conferida a los Caballeros de Gran Cruz la condecoración del Gran Cordón de la Orden.